# Ruch dla Rzeczypospolitej – Obóz Patriotyczny
Ruch dla Rzeczypospolitej – Obóz Patriotyczny (RdR-OP) – polska partia polityczna działająca w latach 1993–1998 o charakterze prawicowym, patriotycznym i antykomunistycznym, do 1996 działająca pod nazwą formalną "RdR" i nieformalną "RdR Szeremietiewa".

## Historia
Ugrupowanie powstało w grudniu 1993, gdy przychylna Lechowi Wałęsie grupa działaczy Ruchu dla Rzeczypospolitej przegłosowała odwołanie Jana Olszewskiego z funkcji przewodniczącego partii i wybrała na to miejsce Romualda Szeremietiewa. Grupa związana z byłym premierem nie uznała tej decyzji i w marcu 1994 wybrała na szefa RdR Stanisława Węgłowskiego.
Doprowadziło to do funkcjonowania dwóch RdR, gdy frakcja Romualda Szeremietiewa zarejestrowała partię o takiej nazwie w miejscu dawnej Polskiej Partii Niepodległościowej. W związku z tym do 1996 ugrupowania były określane odpowiednio jako RdR (Szeremietiewa) dla odróżnienia od RdR (Węgłowskiego).
W 1995 ugrupowanie wsparło Lecha Wałęsę w wyborach prezydenckich. W połowie lat 90. współtworzyło m.in. z Konfederacją Polski Niepodległej federacyjną partię pod nazwą Obóz Patriotyczny, co doprowadziło do przyjęcia formalnej nazwy RdR-Obóz Patriotyczny w lutym 1996.
W tym samym roku RdR-OP wszedł w skład Akcji Wyborczej Solidarność. W wyborach parlamentarnych w 1997 przewodniczący partii Romuald Szeremietiew z listy AWS został jedynym jej parlamentarzystą. W 1998 ugrupowanie się rozwiązało, przystępując do Ruchu Społecznego AWS.